# Rasmusbartelt/Villa Roderbourg
1. WEITERLEITUNG Villa Roderbourg